# 과레나스

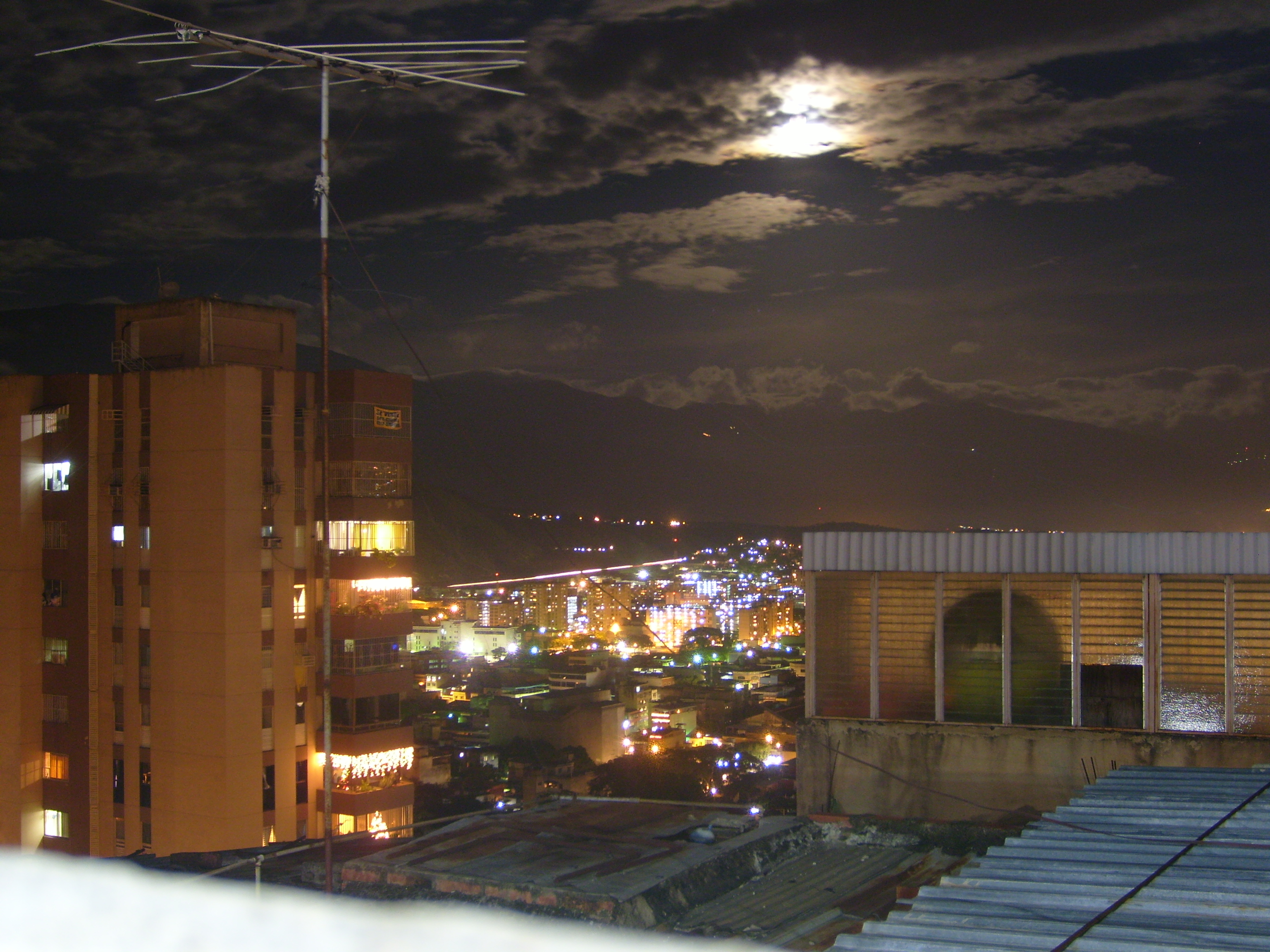
과레나스

과레나스(스페인어: Guarenas)는 베네수엘라 미란다주의 도시로 플라사 시의 행정 중심지이며 면적은 142km2, 높이는 374m, 인구는 185,010명(2006년 기준)이다.